# スカチャン
スカチャンは、スカパーJSATグループのスカパー・ブロードキャスティングが番組供給事業者として衛星放送プラットフォームのスカパー!（110度）、スカパー!プレミアムサービスや一部のケーブルテレビ局へ供給しているテレビ放送チャンネル。

## 概要
放送開始当初は、現在のスカパー!（110度）のみの放送であったが、2008年には現在のスカパー!プレミアムサービスで放送されていたパーフェクト チョイスのうち、多くのチャンネルをスカチャンに名称変更している。
かつてはハイビジョン放送チャンネルをスカチャンHD（スカチャンエイチディー）、2013年3月末まで放送していた3次元映像放送チャンネルをスカチャン3D（スカチャンスリーディー）としていた。
一般的な有料専門チャンネルのようなチャンネル単位の契約ではなく、番組内容ごとに契約するペイ・パー・ビュー（PPV）及びペイ・パー・シリーズ（PPS）中心の番組編成が特徴。

## 歴史
- 2005年
  - 1月19日 - スカイパーフェクト・コミュニケーションズ（現・スカパーJSAT）、スカイパーフェクTV!110（現・スカパー!）におけるスカチャン!110の開局決定を発表。
  - 3月1日 - スカチャン!110（Ch.801、802）放送開始（同月6日まで無料、以後有料）。委託放送事業者はマルチチャンネルエンターテイメント（スカパー・エンターテイメント）。
- 2006年
  - 5月9日 - スカパー!110にて、スカチャン! ハイビジョン（Ch.800、現・スポーツライブ+）放送開始。
    - 当初は「2006 FIFAワールドカップ専門チャンネル」として、スカパー!110の加入者に対して無料放送。同大会の録画中継を中心とした編成であった。終了後の同年7月11日以降は、他のチャンネルからの供給を受け無料放送。

  - 8月1日 - スカチャン! ハイビジョンを有料化。
- 2007年2月1日 - スカイパーフェクTV!110をe2 by スカパー!へ改称することに伴い、スカチャン!110をスカチャン!（Ch.801、802）へ名称変更。
- 2008年
  - 2月1日 - スカチャン!に新チャンネル（Ch.803）を追加。
  - 9月1日 - スカパー!において、衛星役務利用放送事業者のスカパー・ブロードキャスティングが放送しているパーフェクト チョイスのうち、多くのチャンネル（一般映画・スポーツ・アニメ・ドラマ等、Ch.160 - 186のうち17チャンネル）をスカチャンへ名称変更。e2 by スカパー!においても、スカチャン!をスカチャンへ、スカチャン! ハイビジョンをスカチャンHDへ名称変更。これらのチャンネル名称にチャンネル番号を付加。
  - 10月1日 - スカパー!において、ハイビジョン新設チャンネルとなる、スカチャンHD 190・191・192の放送を開始。
- 2009年
  - 2月1日 - スカパー!e2において、スカチャン 804を追加。前日で放送を終了したFIGHTING TV サムライ（Ch.259）に代わり、同チャンネルでPPS「サムライ2シリーズ」を放送開始。
  - 6月10日 - 2011年以降に開始される新しいBSデジタル放送において、HDTV1番組・16スロット分を認定することが総務省より発表された[1]。この時点ではBSデジタル放送ではスカチャン 804を放送するとしていた[2]。
  - 9月30日 - スカチャン 160・174の放送を終了。
- 2010年
  - 2月1日 - スカパー!において、スカチャンHD 165-168、193-199放送開始。
  - 5月10日 -スカパー!e2において、スカチャンHD 799放送開始。2010 FIFAワールドカップ専門のチャンネルとして、同大会期間とその前後に放送を行った。
  - 6月19日 - スカパー!において、立体テレビ放送チャンネルのスカチャン3D 169放送開始。
  - 9月1日 - スカチャン 801をハイビジョン化するとともに、チャンネル名称をスカチャンHD 801へ変更。
- 2011年
  - 3月7日 - スカチャンHD 800に3次元映像（3D）番組枠「スカパー!e2 3Dアワー」を設定し放送開始。
  - 6月30日 - スカチャン 161・171・176の放送を終了。
  - 9月下旬 - スカチャン 804放送終了（「BSスカパー!」放送開始（2011年10月1日）による帯域返上のため）。
  - 9月30日 - スカチャンHD 165-168放送終了。
  - 10月1日 - チャンネル名変更。原則として「スカチャン（チャンネル番号の下1桁） （+ハイビジョン放送の場合「HD」を付加）」となる。また、スカチャン3D 169は「スカチャン3D」となる。
    - スカパー!（ハイビジョンチャンネル）：（例）Ch.190 スカチャンHD 190→スカチャン0 HD
    - スカパー!（標準画質チャンネル）：（例）Ch.180 スカチャン 180→スカチャン0
    - スカパー!e2：（例）Ch.800 スカチャンHD 800→スカチャン0 HD
- 2012年
  - 3月1日 - スカチャンHD、スカチャン3Dのチャンネル番号変更および、スカチャン 9HDのチャンネル名をスカチャン 15HDに変更
    - スカチャンHD（0-8）はCh.19*→Ch.58*に変更
    - スカチャン 9HDはCh.199→Ch.595に変更。同時にスカチャン 15HDにチャンネル名変更
    - スカチャン3DはCh.169→Ch.596に変更

  - 4月1日 - スカチャン 162がパーフェクト チョイス プレミアにチャンネル名変更。
  - 5月8日 - スカパー!e2のスカチャン 3のチャンネル番号がCh.803からCh.805に変更。
  - 9月29日 - スカパー!プレミアムサービス（旧・スカパー!HD、以下プレミアムサービス）において、Ch.589-Ch.594においてスカチャン9-14が開局、16チャンネル体制になる。スカパー!プレミアムサービス光（旧・スカイパーフェクTV!光、以下プレミアムサービス光）ではCh.590においてスカチャン10が開局。スカパー!プレミアムサービス（標準画質）ではスカチャン172、173、178、179、186がそれぞれスカチャン6、7、8、9、16にチャンネル名変更。また、スカパー!（旧・スカパー!e2）やプレミアムサービスのハイビジョンチャンネルでもHDが付加されないチャンネル名に変更。
- 2013年
  - 2月12日 - プレミアムサービス光において、Ch.588「スカチャン8」の放送を終了（Ch.610「FOX bs238→FOXスポーツ&エンターテイメント」放送開始（2013年2月23日）による帯域確保のため）。
  - 3月31日 - プレミアムサービス・プレミアムサービス光において、Ch.596「スカチャン3D」の放送を終了。
  - 5月31日 - プレミアムサービス・プレミアムサービス光において、Ch.595「スカチャン15」の放送を終了。
  - 6月30日 - プレミアムサービス光での標準画質放送をすべて終了。
  - 7月1日 - プレミアムサービス光において、Ch.588においてスカチャン8が放送を再開、Ch.589・Ch.591-Ch.594においてスカチャン9・11-14が開局。
- 2014年
  - 5月31日 - スカパー!プレミアムサービス（標準画質）での放送をすべて終了。
  - 9月30日 - プレミアムサービス・プレミアムサービス光において、Ch.585「スカチャン5」の放送を終了。翌10月1日より同チャンネルで「BSスカパー!」の放送を開始。
- 2015年3月31日 - プレミアムサービス・プレミアムサービス光において、Ch.586「スカチャン6」の放送を終了。翌4月1日より同チャンネルで「スカサカ!」の放送を開始。
- 2016年12月1日 - プレミアムサービスの衛星一般放送事業者が、スカパー・ブロードキャスティングからスカパー・エンターテイメントに変更。
- 2017年
  - 2月1日 - 「スカチャン0」を「スカサカ!」に、プレミアムサービスCh.585の「BSスカパー!」を「スカチャン5」に、プレミアムサービスCh.586の「スカサカ!」を「スカチャン6」にそれぞれ名称変更。
  - 2月2日 - プレミアムサービス・プレミアムサービス光において、Ch.594「スカチャン14」の放送を終了。
- 2018年
  - 8月27日 - 「スカチャン3」の放送を終了。
  - 9月25日 - 「スカチャン2」の放送を終了。
  - 12月1日 - スカパー!サービスにおいて、4KチャンネルでCS Ch.4K 882「スカチャン1 4K」、CS Ch.4K 883「スカチャン2 4K」を開局。プレミアムサービス・プレミアムサービス光では同日よりCh.596「スカチャン1 4K」を開局。
- 2020年
  - 3月1日 - プレミアムサービス・プレミアムサービス光において、Ch.584「スカチャン4」の放送を終了し、「スポーツライブ+2」に変更。
  - 6月1日 - スカパー!サービスのCh.801「スカチャン1」にて、プレミアムサービスで放送中のKNTVの放送を毎日7:00 - 26:00の時間帯に見る事ができるようになった[3]。なお、それに伴ってプレミアムサービス・プレミアムサービス光では同日よりCh.581「スカチャン1」の放送を終日休止。
- 2022年11月8日 - プレミアムサービス・プレミアムサービス光にてCh.594「スカチャン14」を再度開局。これにより、同チャンネルは約5年9ヶ月ぶりに放送を再開する事になった[4]。
- 2024年3月31日 - 4K放送2チャンネル「スカチャン1 4K」・「スカチャン2 4K」[5]の放送を終了[6][7]。
- 2025年3月31日 - プレミアムサービス・プレミアムサービス光において、Ch.592「スカチャン12」、Ch.593「スカチャン13」、Ch.594「スカチャン14」の放送を終了[8]。

## 放送供給先

### 衛星放送
- スカパー・エンターテイメント
  - スカパー!（東経110度BS・CS放送）の衛星基幹放送事業者、プレミアムサービスの衛星一般放送事業者

### ケーブルテレビ等
- スカパーJSAT（スカパー!プレミアムサービス光、光パーフェクTV!） - 旧・オプティキャストを合併し直営化。[要出典]
- JCOMグループ各社（J:COM TVデジタル）[要出典]
- JC-HITS配信利用のケーブルテレビ事業者の一部（エラボ）[要出典]
  - 過去には一時期スカパーJSAT傘下にあったケーブルテレビ足立（JCN足立、現・ジェイコム足立）へも、一部チャンネルを供給していた（2005年12月 - 2011年1月）。[要出典]

## チャンネル一覧
2012年9月28日まで
チャンネル番号の太字はハイビジョンチャンネル、ハイビジョンチャンネルはチャンネル名末尾に「HD」を付加。
| チャンネル名  | スカパー!SD | スカパー!HD | スカパー!e2 | 内容・備考                                       |
| ------------- | ----------- | ----------- | ----------- | ------------------------------------------------ |
| スカチャン3D  |             | 596         |             | 3D放送。Ch.586「スカチャン6 HD」と帯域を共用。   |
| スカチャン172 | 172         |             |             | 映画                                             |
| スカチャン173 | 173         |             |             | 映画                                             |
| スカチャン178 | 178         |             |             | 映画                                             |
| スカチャン179 | 179         |             |             | 映画                                             |
| スカチャン0   | 180         | 580         | 800         | スポーツなど                                     |
| スカチャン1   | 181         | 581         | 801         | スポーツ                                         |
| スカチャン2   | 182         | 582         | 802         | スポーツ                                         |
| スカチャン3   | 183         | 583         | 805         | スポーツ                                         |
| スカチャン4   | 184         | 584         |             | スポーツ                                         |
| スカチャン5   | 185         | 585         | （BS241）   | BSスカパー!とのサイマル放送。                    |
| スカチャン186 | 186         |             |             | スポーツ                                         |
| スカチャン6   |             | 586         |             | Ch.596「スカチャン3D」と帯域を共用。             |
| スカチャン7   |             | 587         |             | Ch.948「アダルトHDレッド」と帯域を共用していた。 |
| スカチャン8   |             | 588         |             | Ch.949「アダルトHDブルー」と帯域を共用していた。 |
| スカチャン15  |             | 595         |             | 帯域割当なし。                                   |

2018年12月1日以降
「スカチャン1 4K」「スカチャン2 4K」は4K画質放送。
| チャンネル名   | スカパー! プレミアムサービス | スカパー! （東経110度CS放送） | 内容・備考 |
| -------------- | ---------------------------- | ----------------------------- | --- |
| スカチャン1    | 581                          | 801                           | 2020年6月1日から「KNTV」の番組の放送を開始（放送時間は朝7時～深夜2時）。 これに伴い、プレミアムサービスでは同日より24時間放送休止。 |
| スカチャン5    | 585                          |                               | 2017年1月31日までは、BSスカパー!とのサイマル放送を行っていた。                                                                      |
| スカチャン6    | 586                          |                               | |
| スカチャン7    | 587                          |                               | |
| スカチャン8    | 588                          |                               | |
| スカチャン9    | 589                          |                               | Ch.600「FIGHTING TV サムライ」と帯域を共用、現在24時間放送休止中。                                                                  |
| スカチャン10   | 590                          |                               | Ch.689「グリーンチャンネル2」と帯域を共用、現在24時間放送休止中。                                                                   |
| スカチャン11   | 591                          |                               | Ch.695「スピードプラスワン695」と帯域を共用、現在24時間放送休止中。                                                                 |
| スカチャン12   | 592                          |                               | 2025年3月31日放送終了。 |
| スカチャン13   | 593                          |                               | 2025年3月31日放送終了。 |
| スカチャン14   | 594                          |                               | 2025年3月31日放送終了。 |
| スカチャン1 4K | 596                          | 4K 882                        | プレミアムサービスで見ることが出来る唯一の4Kチャンネル。 スカチャン1とは別編成。2024年3月31日放送終了。                             |
| スカチャン2 4K |                              | 4K 883                        | 2024年3月31日放送終了。 |

### スカパー!プレミアムサービス・ケーブルテレビ等
旧・パーフェクト・チョイス。チャンネル構成は大きく次のとおりに分けられる（2011年9月以前の編成）。
- スカチャン 162 - 映画・スポーツ（格闘技など）・エンターテインメント
- スカチャン 172-173 - 映画専門
- スカチャン 177-178 - 映画・スポーツ（格闘技など）・エンターテインメント
- スカチャン 180-186 - スポーツ専門（サッカー=Jリーグ、ヨーロッパ各国主要リーグ、NBAなど）
- スカチャン 179（旧・パーフェクト チョイス「プレミア!」） - 放送するテーマを毎月設定し、それに関連する番組を集中編成

スカパー!のスカチャン 162・177・180・181・186は通信衛星JCSAT-3Aを使ったパーフェクTV!サービス、スカチャン 172-173・178-179・182-185はJCSAT-4Aを使ったSKYサービスで放送されており、マンションなどの共聴設備において一部視聴できないチャンネルがある。
ケーブルテレビ等においては、以下のチャンネルを放送。
- オプティキャスト - 上記全チャンネル（スカパー!と同番号）
- ジュピターテレコムグループ - スカチャン 162（923ch）
- JC-HITSエラボ利用局 - スカチャン 162（スカパー!と同番号）

視聴条件
視聴条件は下記の通り。
- 無料放送（ノンスクランブル放送。プレミアムサービスの放送受信機器があれば未加入でも視聴が可能）
- 契約者特典放送（プレミアムサービスへ加入し、プレミアムサービスで放送するどれか1つの有料チャンネルまたはチャンネルパックセットを契約することにより視聴が可能）
- パックセットが提供する放送（特定のパックセット契約をすることにより視聴が可能）
- ペイ・パー・ビュー（PPV）（番組毎に料金が発生する放送。受信機の操作により番組を購入することで視聴が可能。また事前に「視聴チケット（PPS）」を各番組あるいはシリーズごとに購入することにより視聴が可能となる。各有料チャンネルが提供する番組はその有料チャンネルまたはそれを含むパックセットと契約することにより割引が適用される）

スカチャン162・172・173・178・179・186
2011年10月1日のチャンネル新編成後もチャンネル番号がチャンネル名として残ったSD放送のチャンネル。186を除いては全て映画専門のPPVチャンネルである。ただしスポーツ中継を行う場合もある（JリーグのJ1・J2の一斉開催の場合など）。
旧スカチャン0 - 5
プレミアムサービスでCh.180からCh.185で放送のSD画質チャンネル。原則としてプレミアムサービス、スカパー!との同名チャンネル（HD放送ではチャンネル名末尾にHDを付加）とのサイマル放送。ただし、スカチャン5は後述するBSスカパー!とのサイマル放送。尚、2014年10月4日のBSスカパー!の大規模リニューアルに際し、同局の名称がBSスカパー!に変更された。
スカチャン0 - 15
プレミアムサービスとプレミアムサービス光にて、Ch.580からCh.595で放送しており、2008年の開始以来、ケーブルテレビ局へは供給していない。プレミアムサービス、スカパー!の同名チャンネル（HD放送でないチャンネルはチャンネル名末尾にHDが付加されない）とのサイマル放送。Ch.580「スカチャン0」はスカパー!でのCh.800「スカチャン0」とのサイマル放送であるが、スカパー!のみの番組（スカパー!のみ放送を行っているチャンネル（TAKARAZUKA SKY STAGE等）の提供番組や、スカパー!でハイビジョン放送を行っていないチャンネルのハイビジョン番組など）が放送される時間は、プレミアムサービス側の放送は休止となる（Ch.180 スカチャン0も同様）。
- 「スカチャン5」（Ch.585）は後述する「BSスカパー!」とのサイマル放送。2012年10月以降、最大16チャンネルまで拡大。
- 「スカチャン15」（Ch.595）は2013年5月31日をもって放送終了した。
- 「スカチャン0」（Ch.580）は2017年2月1日より「スカサカ!」に、2020年3月1日より「スポーツライブ+」に名称変更した。
- 「スカチャン4」（Ch.584）は2020年3月1日より「スポーツライブ+2」に名称変更した。
- 「スカチャン14」（Ch.594）は2017年2月2日に一度放送終了したものの、2022年11月8日に再度開局し、2025年3月31日をもって放送終了した。

Jリーグ等のサッカー中継を中心に編成が組まれているが、2012年度（2012年9月30日まで）はHD化されていない日テレプラス（福岡ソフトバンクホークス主催の全試合）と朝日ニュースター（埼玉西武ライオンズ主催の全試合ならびに広島東洋カープ主催の対読売ジャイアンツ戦の一部試合）のプロ野球中継のハイビジョン放送を受け持つ。また、プロレス・格闘技のPPVも放送される。2013年度はFOX SPORTS ジャパン（福岡ソフトバンクホークス・千葉ロッテマリーンズ・オリックス・バファローズ主催試合）中継担当試合のうち、FOX bs238→FOXスポーツ&エンターテイメント・FOXいずれのチャンネルでも放送できずに放送枠がない試合（ケーブルテレビ向けではFOXムービーで放送される試合）を受け持つ。プロ野球セット（プロ野球セットのないプレミアム光は、「スカパー!光パックHD」）の視聴条件が発生する。
放送終了や名称変更により、2018年9月26日以降はスカチャン2 - 4は欠番となっている。
スカチャン3D
プレミアムサービスとプレミアムサービス光で放送されている立体テレビ放送を行う専門チャンネルで、2010年6月19日の「2010 FIFAワールドカップ」日本×オランダ戦中継より放送開始。3D対応テレビで見ることにより立体的に見ることができる。「サイド・バイ・サイド」方式を採用しており、非対応のテレビでは左右に画像が分割される。Ch.586の「スカチャン6 HD」と帯域を共用する。2013年3月31日をもって放送終了した。
スカチャン1 4K
2018年12月1日、プレミアムサービスの4Kチャンネルとして新4K8K衛星放送と同時に放送開始。「スカチャン1」（Ch.581）とは別編成。プレミアムサービスの有料チャンネルを1チャンネル以上契約することにより視聴可能であった。2020年4月1日以降はプレミアムサービスで唯一の4Kチャンネルとなっていたが、2024年3月31日に放送終了し、同時にプレミアムサービスでの全ての4K放送が終了した。スカパー!（Ch.883）で放送されていた「スカチャン2 4K」は、プレミアムサービスでは放送されていない。視聴するには、4Kテレビとプレミアムサービスの4K放送に対応したチューナーが必要だったが、対応チューナーは既に販売を終了している。

### スカパー!
スカチャン0 - 3の4チャンネル編成。うちスカチャン1は、2010年9月にそれまでのスカチャン801をハイビジョン放送へ切り替えたものである。2018年9月26日以降は、スカチャン1のみ放送されている。
視聴条件
視聴条件は下記の通り。
- 無料放送（110度CSデジタル放送受信機器があればスカパー!未加入でも視聴が可能）
- 契約者特典放送（スカパー!へ加入し、放送するどれか1つの有料チャンネルまたはチャンネルパックセットを契約することにより視聴が可能）
- チャンネルが提供する放送（提供元のチャンネルと単体契約、またはそれを含むチャンネルパックセット契約をすることにより視聴が可能）
- パックセットが提供する放送（特定のパックセット契約をすることにより視聴が可能）
- 「視聴チケット」の設定がある放送（「視聴チケット（PPS）」を各番組あるいはシリーズごとに購入することにより視聴が可能）

スカチャン0
旧e2のCh.800で放送されているスカチャン0は、基本はプレミアムサービスの旧Ch.190で放送されている同名チャンネルとのサイマル放送であったが、スカチャンの単なるハイビジョンチャンネルという位置付けではなく、ハイビジョン放送できないスカパー!のチャンネルや、旧スカパー!にのみチャンネルを持つ各チャンネル供給元からハイビジョン映像の供給を受けたり、スカパーJSATが制作する、本チャンネル独自の無料プロモーション番組なども放送していた。ただし、これらはBSスカパー!開局以降ははBSスカパー!に役目が移行している。2011年3月より、スカチャン3Dで放送している3D番組の一部を、毎週月曜日の夜に放送する『スカパー!3Dアワー』を開始した。
2017年2月1日より、「スカチャン0」を「スカサカ!」に、2020年3月1日より「スポーツライブ+」に名称変更した。
スカチャン1・2・3
スカチャン1 HD、スカチャン2・3は、サッカーの日本・欧州各プロリーグや国際大会の試合を中心に放送。それぞれスカパー!のCh.191 - 193ch（HD化以前はスカチャン 181）、Ch.181 - 183との同一内容を中心とした編成となっていた。2008年までは北米プロ野球のメジャーリーグベースボールの放送（『スカパー!MLBライブ』）も行っていた。
- 視聴契約はチャンネル単位ではなく、番組内容別に組まれたセットまたは視聴チケット（PPS）での契約となる。スカパー!とは異なり、ペイ・パー・ビュー（PPV）は実施していない。
- 2011年10月より、2011年9月のスカチャン804閉局によって、「サムライ2シリーズ」（「FIGHTING TV サムライ」の一部時間サイマル放送のPPS）がスカチャン3に移動。なお、プレミアムサービスでは「FIGHTING TV サムライ」が放送しているため、該当時間のCh.183、Ch.193のスカチャン3は放送休止となる。
- 2013年1月22日、「スカチャン2」「スカチャン3」の画角情報を4:3から16:9フルサイズのSD放送に変更された。
- 2018年8月27日、「スカチャン3」は放送終了し、同年9月25日に「スカチャン2」は放送終了した。
- 2020年6月1日、「スカチャン1」にて「KNTV」の番組の放送を開始した（放送時間は7:00 - 翌2:00）。

スカチャン1・2 4K
2018年12月1日、新4K8K衛星放送の4Kチャンネルとして110度CSの左旋円偏波にて放送開始。「スカチャン1 4K」（Ch.882）は「スカチャン1」（Ch.801）とは別編成。新4K8K衛星放送の有料4Kチャンネルを1チャンネル以上契約することにより視聴可能であった。2024年3月31日、他の110度CS左旋の4Kチャンネルと共に放送終了した。

### BSスカパー!
BSアナログ放送が2011年7月24日に終了し、空いた帯域を使って2011年10月1日に開局したチャンネル。「スカパー!入門チャンネル」と位置づけられており、BSは受信できても東経110度CSが受信できない旧型のアンテナや配線（古いアパートやマンション、地域の共同受信施設利用等）、BSデジタルのみのチューナーを使用している世帯向けに、東経110度CSで放送されている番組を再編成して放送を行っていた。また、スカパー!のCh.185・プレミアムサービスのCh.585でサイマル放送を行っていた。2012年9月30日まで全番組が契約者特典放送の扱いとなったが、新たにスカパー!を契約する際の16日間無料視聴体験サービスを使っても2012年9月30日まで視聴が可能となるサービスを行っていた。2022年10月31日限りで閉局した。

## 過去放送していたチャンネル

### スカパー!プレミアムサービス・ケーブルテレビ等
- スカチャン 160 - アニメ専門
- スカチャン 161 - 映画・スポーツ（格闘技など）・エンターテインメント
- スカチャン 171 - 映画専門
- スカチャン 174 - 映画専門。毎週金曜日、公開中や公開終了直後の作品を「もぎたて映画館 "スカパー!シネメロン"」として放送していた
- スカチャン 176 - 映画・スポーツ（格闘技など）・エンターテインメント

### スカパー!（旧・スカパー!e2）
- スカチャンHD 799

2010 FIFAワールドカップ中継を放送する期間限定のハイビジョンチャンネルとして2010年5月10日～7月17日開設。801および802の帯域分を使用しハイビジョン化を行っていた。
- スカチャン 804

かつて同じ放送帯域を使用していた格闘技専門チャンネル「FIGHTING TV サムライ」（スカパー!では継続放送中）からのセレクション番組、ほかサッカー中継や音楽ライブなどを放送していた。BS放送の新規参入を行うにあたり、当チャンネルを移行する形として申請を行った。参入が決定すると「BSスカパー!」として別ジャンルの放送を行うこととなった。